# Petrotyx sanguineus
Petrotyx sanguineus är en fiskart som först beskrevs av Meek och Hildebrand 1928.  Petrotyx sanguineus ingår i släktet Petrotyx och familjen Ophidiidae. IUCN kategoriserar arten globalt som livskraftig. Inga underarter finns listade i Catalogue of Life.